# Irarutu jezik
Irarutu jezik (ISO 639-3: irh), jedan od sedam južnohalmaherskih jezika, austronezijska porodica, nekad smatran jednim od 706 istočnih-centralnih malajsko-polinezijskih jezika.
Danas njime govori oko 4 000 ljudi (1987 SIL) iz plemena Irarutu na poluotoku Bomberai na indonezijskom dijelu Nove Gvineje. Ima šest ili sedam dijalekata. Leksički mu je najbliži kuri [nbn] 90%.

## Vanjske poveznice
- Ethnologue (15th)